# Кампофени (Горж)
Кампофени (рум. Câmpofeni) насеље је у Румунији у округу Горж у општини Аркани. Oпштина се налази на надморској висини од 211 m.

## Становништво
Према подацима из 2002. године у насељу је живело 319 становника, од којих су сви румунске националности.